# 谷内村 (兵庫県)
谷内村（たにうちむら）は、兵庫県飾磨郡にあった村。現在の姫路市飾東町の東半にあたる。

## 地理
- 河川：天川

## 歴史
- 1889年（明治22年）4月1日 - 町村制の施行により、飾東郡小原新村・小原村・八重畑村・山崎村・印南郡大釜村・北野新村・清住新村・大釜新村の区域をもって発足。飾東郡に所属。
- 1896年（明治29年）4月1日 - 所属郡が飾磨郡に変更。
- 1954年（昭和29年）8月1日 - 谷外村と合併して飾東村が発足。同日谷内村廃止。

## 交通

### 道路
現在は旧村域に山陽自動車道の飾東バスストップが所在するが、当時は未開通。